# Głupi i głupszy (serial animowany)
Głupi i głupszy (ang. Dumb and Dumber) – serial animowany produkcji amerykańskiej z 1995 roku. W Polsce emitowany na kanale Boomerang (z dubbingiem), dawniej na Cartoon Network i Canal+, a także w telewizji Polsat (z lektorem).
Serial powstał na podstawie filmu pod tym samym tytułem – Głupi i głupszy.
Bohaterami są Lloyd Christmas i Harry Dunne oraz ich zwierzak Kitty, która jest bobrem, podczas gdy Harry i Lloyd uważają ją za kotkę.

## Wersja polska
Opracowanie wersji polskiej: na zlecenie Imperial Entertainment (odc. 1-4) / Canalu+ (odc. 5-13) – Start International Polska
Reżyseria: Joanna Wizmur
Dialogi polskie:
- Anna Celińska (odc. 1-4, 9-13),
- Magdalena Dwojak (odc. 5-8)

Teksty piosenek: Marek Robaczewski (odc. 13)
Kierownictwo muzyczne: Marek Klimczuk (odc. 13)
Dźwięk:
- Hanna Makowska (odc. 1-2),
- Janusz Tokarzewski (odc. 3-4),
- Elżbieta Chojnowska (odc. 5-13)

Montaż:
- Janusz Tokarzewski (odc. 1-4),
- Elżbieta Chojnowska (odc. 5-13)

Kierownictwo produkcji: Elżbieta Araszkiewicz
W wersji polskiej udział wzięli:
- Jacek Bończyk – Lloyd
- Jerzy Dominik – Harry
- Anna Apostolakis-Gluzińska – Lola (odc. 2a)
- Jacek Czyż
- Arkadiusz Jakubik
- Tomasz Jarosz
- Mieczysław Morański
- Ryszard Nawrocki
- Janusz Bukowski – gen. Alojzy Ciemniak (odc. 3)
- Robert Czebotar
- Piotr Plebańczyk
- Tomasz Grochoczyński
- Cezary Kwieciński
- Agnieszka Maliszewska
- Beata Kawka
- Joanna Wizmur
- Jerzy Mazur
- Elżbieta Jędrzejewska
- Marek Robaczewski

i inni
Śpiewali: Olga Bończyk, Jacek Bończyk (odc. 13)
Lektor:
- Jacek Brzostyński (odc. 1-4),
- Piotr Makowski (odc. 5-13)

## Spis odcinków
| Premiera odcinka (Canal+) | N/o | Polski tytuł                          | Angielski tytuł                     |
| ------------------------- | --- | ------------------------------------- | ----------------------------------- |
|                           |     |                                       |                                     |
| SERIA PIERWSZA            |     |                                       |                                     |
|                           |     |                                       |                                     |
| 08.10.1996                | 01  | Najlepszy przyjaciel samochodu        | Otto’s Best Friend                  |
|                           |     |                                       |                                     |
| 09.10.1996                | 02  | Głupi nie zawsze ma szczęście         | Dumb Luck                           |
| 09.10.1996                | 02  | Instruktorzy                          | Dumbbells                           |
|                           |     |                                       |                                     |
| 10.10.1996                | 03  | Oblatywacze                           | Top Dumbs                           |
|                           |     |                                       |                                     |
| 11.10.1996                | 04  | Sobowtór                              | Dixie Dolts                         |
| 11.10.1996                | 04  | Ani śnieg, ani słota, ani też głupota | Neither Rain Nor Sleet Nor Dumbness |
|                           |     |                                       |                                     |
| 14.10.1996                | 05  | Koń by się uśmiał                     | Horse Non-sense                     |
| 14.10.1996                | 05  | Niestrawność w Seattle                | Senseless in Seattle                |
| 14.10.1996                | 05  | Z podwójnym serem                     | Mmm, Cheesy                         |
|                           |     |                                       |                                     |
| 15.10.1996                | 06  | Witajcie w klubie snoba               | Movers and Breakers                 |
| 15.10.1996                | 06  | Wszystkie drogi prowadzą do ula       | To Bee Or Not To Bee                |
|                           |     |                                       |                                     |
| 16.10.1996                | 07  | Dobranoc, strasznych snów             | Dream a Little Scream               |
| 16.10.1996                | 07  | Szybki i szybszy                      | Speed and Speedier                  |
|                           |     |                                       |                                     |
| 17.10.1996                | 08  | Spotkanie ze Świętym Mikołajem        | Santa Klutz                         |
| 17.10.1996                | 08  | Dziura w całym                        | Hole in Something                   |
|                           |     |                                       |                                     |
| 18.10.1996                | 09  | Rozum na wagę złota                   | Brain, Brain, Go Away               |
|                           |     |                                       |                                     |
| 21.10.1996                | 10  | Domowa kuchnia                        | Home Cookin’                        |
|                           |     |                                       |                                     |
| 22.10.1996                | 11  | Obóz rekrutów                         | Bootcampers                         |
| 22.10.1996                | 11  | Jedna noc w raju                      | Overbite in Paradise                |
|                           |     |                                       |                                     |
| 23.10.1996                | 12  | Szczerbatek                           | Chipped Dip                         |
| 23.10.1996                | 12  | Wielkie pranie                        | Laundryland Lunacy                  |
|                           |     |                                       |                                     |
| 24.10.1996                | 13  | Śpiewający Harry                      | Harry Canary                        |
| 24.10.1996                | 13  | W kosmosie                            | Alienated                           |
|                           |     |                                       |                                     |

## Nawiązania
- W odcinku Szczerbatek pojawiają się Augie Piesek z kreskówki Augie Piesek i pies Tata oraz Bubu z kreskówki Miś Yogi.
- W odcinku Wielkie pranie występują Fred i Wilma z serialu Flintstonowie.